# Liste der Mitglieder des Provisorischen Nationalrats (Bayern)
Diese Liste gibt einen Überblick über alle Mitglieder des Provisorischen Nationalrats in Bayern in der Weimarer Republik (1918–1919).

## Präsidium
- Präsident: Franz Schmitt
- 1. Vizepräsident: Fritz Schröder
- 2. Vizepräsident: Ludwig Quidde
- 1. Schriftführer: Johann Vogel
- 2. Schriftführer: Karl Gandorfer
- 3. Schriftführer: Gustav Schiefer
- 4. Schriftführer: Bruno Körner

## Abgeordnete
| Mitglied des Landtages         | Wahlkreis                    | Partei bzw. Gruppierung | Bemerkung |
| ------------------------------ | ---------------------------- | --- | --------- |
| Jakob Altschäffl               | Niederbayern                 | Parlamentarischer Bauernrat |           |
| Paul Arlet                     | III. Armeekorps              | Landessoldatenrat |           |
| Erhard Auer                    |                              | Sozialdemokratische Fraktion |           |
| Anita Augspurg                 |                              | Verein für Frauenstimmrecht |           |
| Paul Baier                     | Unterfranken                 | Landesarbeiterrat |           |
| Johann Bär                     | Oberpfalz                    | Landesarbeiterrat |           |
| Georg Batzer                   | Schwaben                     | Parlamentarischer Bauernrat |           |
| Hans Bauer                     |                              | Verband bayerischer Konsumvereine |           |
| Adalbert Baumann               |                              | Demokratisch-sozialistische Bürgerpartei München                                                                                     |           |
| Gottfried Behr                 | II. Armeekorps               | Landessoldatenrat |           |
| Edmund Bergmann                | Oberbayern                   | Parlamentarischer Bauernrat |           |
| Anton Bittinger                | II. Armeekorps               | Landessoldatenrat |           |
| Georg Bohl                     |                              | Vertreter der freien Gewerkschaften                                                                                                  |           |
| Walter Braunfels               |                              | Bayerische Künstlergenossenschaft |           |
| Eduard Brenner                 | I. Armeekorps – ohne München | Landessoldatenrat |           |
| Joseph Burkart                 | Oberpfalz                    | Parlamentarischer Bauernrat |           |
| Franz Dauer                    |                              | Vereinigte Verbände des Bayerischen Verkehrspersonals                                                                                |           |
| Wilhelm Deffner                | Schwaben                     | Landesarbeiterrat |           |
| Karl Diem                      |                              | Bayerischer Bund Kriegsbeschädigter                                                                                                  |           |
| Alois Diem                     | Fronttruppen                 | Landessoldatenrat |           |
| Theodor Dirr                   | Schwaben                     | Parlamentarischer Bauernrat |           |
| Michael Dirscherl              |                              | Vertreter der freien Gewerkschaften                                                                                                  |           |
| Konrad Dorn                    |                              | Sozialdemokratische Fraktion |           |
| Aloisia Eberle                 |                              | Ortskartell der christlichen Gewerkschaften Münchens und Bezirksverband der katholischen Arbeiter- und Arbeiterinnenvereine Münchens |           |
| Nikolaus Eichenmüller          | Mittelfranken                | Landesarbeiterrat |           |
| Georg Eisenberger              |                              | Bayerischer Bauernbund |           |
| Friedrich Endres               |                              | Sozialdemokratische Fraktion |           |
| Fritz Endres                   |                              | Sozialdemokratische Fraktion |           |
| Urban Engelhard                | II. Armeekorps               | Landessoldatenrat |           |
| Bernhard Engelsberger          | Oberbayern                   | Parlamentarischer Bauernrat |           |
| Joseph Ertl                    |                              | Vertreter der freien Gewerkschaften                                                                                                  |           |
| Georg Eschenbacher             | Mittelfranken                | Landesarbeiterrat |           |
| Johann Ettl                    | Oberpfalz                    | Landesarbeiterrat |           |
| Felix Fechenbach               | Standort München             | Landessoldatenrat |           |
| Robert Fedisch                 |                              | Arbeitsgemeinschaft der kaufmännischen Verbände, Landesausschuss Bayern                                                              |           |
| Joseph Feinhals                | Schwaben                     | Landesarbeiterrat |           |
| Christian Ferkel               | Standort München             | Landessoldatenrat |           |
| Ludwig Festl                   | Oberbayern                   | Parlamentarischer Bauernrat |           |
| August Fink                    | Niederbayern                 | Parlamentarischer Bauernrat |           |
| Rudolf Fischer                 |                              | Verband bayerischer Konsumvereine |           |
| Hans Fischer-Aram              |                              | Bayerische Künstlergenossenschaft |           |
| Albert Florath                 |                              | Bayerische Künstlergenossenschaft |           |
| Lorenz Forster                 |                              | Bayerischer Beamten- und Lehrerbund                                                                                                  |           |
| Friedrich Fuchs                |                              | Bayerischer Bauernbund |           |
| Linus Funke                    |                              | Ortskartell der christlichen Gewerkschaften Münchens und Bezirksverband der katholischen Arbeiter- und Arbeiterinnenvereine Münchens |           |
| Karl Gandorfer                 |                              | Bayerischer Bauernbund |           |
| Otto Geiselhart                | Schwaben                     | Landesarbeiterrat |           |
| Gustav Geisler                 | Mittelfranken                | Parlamentarischer Bauernrat |           |
| Johann Gentner                 |                              | Sozialdemokratische Fraktion |           |
| Friedrich Glas                 | Standort München             | Landessoldatenrat |           |
| Heinrich Gölzer                |                              | Sozialdemokratische Fraktion |           |
| Hans Götz                      | Oberbayern                   | Landesarbeiterrat |           |
| Jakob Grabmair                 | Oberbayern                   | Parlamentarischer Bauernrat |           |
| Alois Graßl                    | Niederbayern                 | Landesarbeiterrat |           |
| Philipp Großmann               | Oberpfalz                    | Landesarbeiterrat |           |
| Thomas Gruber                  | III. Armeekorps              | Landessoldatenrat |           |
| Franz Guillery                 |                              | Bayerische Künstlergenossenschaft |           |
| Hermann Haas                   | Pfalz                        | Landesarbeiterrat |           |
| August Hagemeister             | Revolutionärer Arbeiterrat   | Landesarbeiterrat |           |
| Sigmund Haller von Hallerstein |                              | Sozialdemokratische Fraktion |           |
| Anton Hammerbacher             |                              | Verband bayerischer Konsumvereine |           |
| Franz Hartl                    |                              | Vertreter der freien Gewerkschaften                                                                                                  |           |
| Hans Hartmann                  | Unterfranken                 | Parlamentarischer Bauernrat |           |
| Christian Hehrlein             | Oberpfalz                    | Parlamentarischer Bauernrat |           |
| Karl Henne                     | Standort München             | Landessoldatenrat |           |
| Johann Herold                  | Oberfranken                  | Landesarbeiterrat |           |
| Franz H. Herrmann              | III. Armeekorps              | Landessoldatenrat |           |
| Michael Hierl                  |                              | Sozialdemokratische Fraktion |           |
| Wilhelm Hirsch                 | Oberfranken                  | Landesarbeiterrat |           |
| Michael Hofbauer               | Niederbayern                 | Parlamentarischer Bauernrat |           |
| Johannes Hoffmann              |                              | Sozialdemokratische Fraktion |           |
| Wolfgang Hofmann               | Oberbayern                   | Parlamentarischer Bauernrat |           |
| Georg Hohmann                  |                              | (Politischer) Rat geistiger Arbeiter                                                                                                 |           |
| Hans Höllenreiner              | III. Armeekorps              | Landessoldatenrat |           |
| Eugen Hönig                    |                              | (Politischer) Rat geistiger Arbeiter                                                                                                 |           |
| Leonhard Horlacher             |                              | Verband des Deutschen Verkehrspersonals                                                                                              |           |
| Joseph Huber                   |                              | Sozialdemokratische Fraktion |           |
| Max Huber                      |                              | Vertreter der freien Gewerkschaften                                                                                                  |           |
| Karl Hübsch                    |                              | Liberale Vereinigung |           |
| Hans Ischinger                 |                              | Vertreter der freien Gewerkschaften                                                                                                  |           |
| Joseph Georg Jehle             |                              | Zentralverband der Gemeindebeamten Bayerns                                                                                           |           |
| Johannes Jung                  | Standort München             | Landessoldatenrat |           |
| Hedwig Kämpfer                 | Revolutionärer Arbeiterrat   | Landesarbeiterrat |           |
| Richard Kämpfer                | Standort München             | Landessoldatenrat |           |
| Georg Kandlbinder              | Oberbayern                   | Landesarbeiterrat |           |
| Adolf Kaufmann                 |                              | (Politischer) Rat geistiger Arbeiter                                                                                                 |           |
| Bernhard Kaul                  | II. Armeekorps               | Landessoldatenrat |           |
| Ludwig Philipp Keidel          |                              | Sozialdemokratische Fraktion |           |
| Michael Keiditsch              |                              | Deutscher Landarbeiterverband, Gau Bayern                                                                                            |           |
| Rosa Kempf                     |                              | Hauptverband der bayerischen Frauenvereine                                                                                           |           |
| Wilhelm Kern                   | Pfalz                        | Landesarbeiterrat |           |
| Eugen Kienle                   | Unterfranken                 | Landesarbeiterrat |           |
| Luise Kiesselbach              |                              | (Politischer) Rat geistiger Arbeiter                                                                                                 |           |
| Joseph Klarhauser              | Niederbayern                 | Parlamentarischer Bauernrat |           |
| Eduard Heinrich Klement        |                              | Sozialdemokratische Fraktion |           |
| Fritz Kling                    | Schwaben                     | Parlamentarischer Bauernrat |           |
| Gustav Klingelhöfer            | Standort München             | Landessoldatenrat |           |
| Gottfried Klinger              | Fronttruppen                 | Landessoldatenrat |           |
| Hans Köberl                    | Revolutionärer Arbeiterrat   | Landesarbeiterrat |           |
| Karl Köhl                      |                              | Liberale Vereinigung |           |
| Engelbert Kohlschmid           | Standort München             | Landessoldatenrat |           |
| Heinrich Königbauer            |                              | Ortskartell der christlichen Gewerkschaften Münchens und Bezirksverband der katholischen Arbeiter- und Arbeiterinnenvereine Münchens |           |
| Adolf Konrad                   |                              | Ortskartell der christlichen Gewerkschaften Münchens und Bezirksverband der katholischen Arbeiter- und Arbeiterinnenvereine Münchens |           |
| Bruno Körner                   |                              | Sozialdemokratische Fraktion |           |
| Joseph Kraus                   |                              | Beamten-Wirtschaftsverein München |           |
| Ludwig Kraus                   | III. Armeekorps              | Landessoldatenrat |           |
| Matthias Krieger               | Niederbayern                 | Parlamentarischer Bauernrat |           |
| Franz Krinner                  | Niederbayern                 | Parlamentarischer Bauernrat |           |
| Carl Kröpelin                  | Revolutionärer Arbeiterrat   | Landesarbeiterrat |           |
| Konrad Kübler                  | Niederbayern                 | Parlamentarischer Bauernrat |           |
| Robert Kühnert                 | Oberfranken                  | Landesarbeiterrat |           |
| Joseph Kunzmann                | Fronttruppen                 | Landessoldatenrat |           |
| Konrad Lämmermann              |                              | Sozialdemokratische Fraktion |           |
| Gustav Landauer                | Revolutionärer Arbeiterrat   | Landesarbeiterrat |           |
| Jakob Lang                     | Revolutionärer Arbeiterrat   | Landesarbeiterrat |           |
| Johann Langenegger             | Oberbayern                   | Landesarbeiterrat |           |
| Ludwig Leeb                    | Niederbayern                 | Parlamentarischer Bauernrat |           |
| Max Lehner                     |                              | Vereinigte Verbände des Bayerischen Verkehrspersonals                                                                                |           |
| Xaver Lex                      | Niederbayern                 | Parlamentarischer Bauernrat |           |
| August Limbacher               | Niederbayern                 | Landesarbeiterrat |           |
| Rupert Limmer                  | I. Armeekorps - ohne München | Landessoldatenrat |           |
| Ambros Link                    |                              | Bayerischer Volksschullehrerverein                                                                                                   |           |
| Michael Link                   |                              | Verband der Landgemeinden Bayerns |           |
| Konrad Lotter                  | Mittelfranken                | Landesarbeiterrat |           |
| Georg Lowig                    | Mittelfranken                | Landesarbeiterrat |           |
| Hermann Lutz                   | Schwaben                     | Parlamentarischer Bauernrat |           |
| Florian Machl                  | Niederbayern                 | Parlamentarischer Bauernrat |           |
| Karl Mader                     | Niederbayern                 | Parlamentarischer Bauernrat |           |
| Friedrich Wilhelm Männer       | Niederbayern                 | Parlamentarischer Bauernrat |           |
| Joseph Matzeder                |                              | Bayerischer Bauernbund |           |
| Emilie Mauerer                 |                              | Sozialdemokratischer Frauenverein München                                                                                            |           |
| Wilhelm Mayer                  |                              | (Politischer) Rat geistiger Arbeiter                                                                                                 |           |
| Johann Mayer                   | Niederbayern                 | Parlamentarischer Bauernrat |           |
| August Mayr                    | Mittelfranken                | Parlamentarischer Bauernrat |           |
| Anton Meindl                   |                              | Die bayerischen Handwerkskammern |           |
| Johann Baptist Merz            | Niederbayern                 | Parlamentarischer Bauernrat |           |
| Johann Meyer                   |                              | Vereinigte Verbände des Bayerischen Verkehrspersonals                                                                                |           |
| Franz Xaver Meyer              | Oberpfalz                    | Parlamentarischer Bauernrat |           |
| Rudolf Meyer-Absberg           |                              | Vereinigung für Handel, Industrie und Gewerbe und Münchener Bürgerrat                                                                |           |
| Fritz Miller                   | I. Armeekorps - ohne München | Landessoldatenrat |           |
| Konrad Mörsberger              | Oberfranken                  | Landesarbeiterrat |           |
| Richard Moses                  | Revolutionärer Arbeiterrat   | Landesarbeiterrat |           |
| Johann Mühlegg                 | Schwaben                     | Parlamentarischer Bauernrat |           |
| Adolf Müller                   |                              | Sozialdemokratische Fraktion |           |
| Franz Müller                   | Revolutionärer Arbeiterrat   | Landesarbeiterrat |           |
| Franz Xaver Müller             | Fronttruppen                 | Landessoldatenrat |           |
| Jakob Müller                   | Pfalz                        | Landesarbeiterrat |           |
| Johann Müller                  | Fronttruppen                 | Landessoldatenrat |           |
| Johann Müller                  | Oberbayern                   | Landesarbeiterrat |           |
| Ludwig Müller                  | I. Armeekorps - ohne München | Landessoldatenrat |           |
| Hans Naumann                   |                              | Reichsbund der Kriegsbeschädigten |           |
| Erasmus Neumair                | Oberbayern                   | Parlamentarischer Bauernrat |           |
| Friedrich Neuner               | I. Armeekorps - ohne München | Landessoldatenrat |           |
| Ernst Niekisch                 | Schwaben                     | Landesarbeiterrat |           |
| Hans Nimmerfall                |                              | Sozialdemokratische Fraktion |           |
| Michael Obermaier              | Niederbayern                 | Parlamentarischer Bauernrat |           |
| Fritz Oerter                   | Mittelfranken                | Landesarbeiterrat |           |
| Johann Panzer                  | I. Armeekorps - ohne München | Landessoldatenrat |           |
| Oskar Pfannstiel               | II. Armeekorps               | Landessoldatenrat |           |
| Richard Pflaum                 | I. Armeekorps - ohne München | Landessoldatenrat |           |
| Ludwig Pickelmann              |                              | Sozialdemokratische Fraktion |           |
| Max Pöllmann                   |                              | Bayerischer Beamten- und Lehrerbund                                                                                                  |           |
| Johann Priller                 | Fronttruppen                 | Landessoldatenrat |           |
| Friedrich Profit               |                              | Sozialdemokratische Fraktion |           |
| Karl Prokesch                  | Oberbayern                   | Landesarbeiterrat |           |
| Franz von Puttkamer            | Standort München             | Landessoldatenrat |           |
| Jakob Quell                    | Schwaben                     | Landesarbeiterrat |           |
| Thomas Quercher                | Oberbayern                   | Parlamentarischer Bauernrat |           |
| Ludwig Quidde                  |                              | Liberale Vereinigung |           |
| Georg Rädlinger                |                              | Vereinigte Verbände des Bayerischen Verkehrspersonals                                                                                |           |
| Paul Rauscher                  |                              | Vertreter der freien Gewerkschaften                                                                                                  |           |
| Magnus Rauschmayr              | Oberbayern                   | Parlamentarischer Bauernrat |           |
| Wilhelm Reichart               | Standort München             | Landessoldatenrat |           |
| Georg Reinhart                 |                              | Arbeitsausschuss der Offiziere in München                                                                                            |           |
| Ludwig Reis                    | III. Armeekorps              | Landessoldatenrat |           |
| Ludwig Renner                  |                              | Sozialdemokratische Fraktion |           |
| Franz Xaver Riß                |                              | Bayerischer Beamten- und Lehrerbund                                                                                                  |           |
| Paul Ritzer                    | Mittelfranken                | Landesarbeiterrat |           |
| Albert Roßhaupter              |                              | Sozialdemokratische Fraktion |           |
| Georg Roth                     | III. Armeekorps              | Landessoldatenrat |           |
| Hans Rummer                    |                              | Bergarbeiter |           |
| Hans Rupprecht                 | II. Armeekorps               | Landessoldatenrat |           |
| Joseph Säckler                 |                              | Sozialdemokratische Fraktion |           |
| Alwin Saenger                  |                              | (Politischer) Rat geistiger Arbeiter                                                                                                 |           |
| Fritz Sauber                   | Standort München             | Landessoldatenrat |           |
| Fritz Scheifele                | Schwaben                     | Parlamentarischer Bauernrat |           |
| Walter Schenk                  |                              | Arbeitsausschuss der Offiziere in München                                                                                            |           |
| Friedrich Scheu                |                              | Liberale Vereinigung |           |
| Gustav Schiefer                |                              | Vertreter der freien Gewerkschaften                                                                                                  |           |
| Albert Schmid                  |                              | Vertreter der freien Gewerkschaften                                                                                                  |           |
| Eduard Schmid                  |                              | Sozialdemokratische Fraktion |           |
| Joseph Schmidinger             | Oberbayern                   | Parlamentarischer Bauernrat |           |
| Franz Schmitt                  |                              | Sozialdemokratische Fraktion |           |
| Friedrich Schnellinger         | Oberbayern                   | Parlamentarischer Bauernrat |           |
| Ernst Schneppenhorst           |                              | Sozialdemokratische Fraktion |           |
| Eugen Ritter von Schobert      |                              | Arbeitsausschuss der Offiziere in München                                                                                            |           |
| Fritz Schröder                 | Standort München             | Landessoldatenrat |           |
| Hans Schrott                   | III. Armeekorps              | Landessoldatenrat |           |
| Johann Baptist Schubert        |                              | Bayerischer Volksschullehrerverein                                                                                                   |           |
| Martin Schunk                  | Unterfranken                 | Parlamentarischer Bauernrat |           |
| Rudolf Schwarzer               |                              | Ortskartell der christlichen Gewerkschaften Münchens und Bezirksverband der katholischen Arbeiter- und Arbeiterinnenvereine Münchens |           |
| Georg Schweiger                | Oberbayern                   | Parlamentarischer Bauernrat |           |
| Michael Schwindl               | Oberpfalz                    | Parlamentarischer Bauernrat |           |
| Martin Segitz                  |                              | Sozialdemokratische Fraktion |           |
| Hans Seidel                    | Oberfranken                  | Landesarbeiterrat |           |
| Xaver Seitz                    | Niederbayern                 | Parlamentarischer Bauernrat |           |
| Joseph Simon                   |                              | Sozialdemokratische Fraktion |           |
| Paul Simon                     | III. Armeekorps              | Landessoldatenrat |           |
| Fritz Soldmann                 | Unterfranken                 | Landesarbeiterrat |           |
| Joseph Söldner                 |                              | Vertreter der freien Gewerkschaften                                                                                                  |           |
| Michael Spann                  | Niederbayern                 | Landesarbeiterrat |           |
| Anton Staedele                 | Oberbayern                   | Parlamentarischer Bauernrat |           |
| Ludwig Starz                   | II. Armeekorps               | Landessoldatenrat |           |
| Markus Stauderer               | Oberbayern                   | Parlamentarischer Bauernrat |           |
| Joseph Steinbacher             | Oberbayern                   | Parlamentarischer Bauernrat |           |
| Martin Steiner                 |                              | Bayerischer Bauernbund |           |
| Fritz Stern                    | Standort München             | Landessoldatenrat |           |
| Jean Stock                     | Unterfranken                 | Landesarbeiterrat |           |
| Josef Anton Straub             | Schwaben                     | Parlamentarischer Bauernrat |           |
| Marie Sturm                    |                              | Verein katholischer bayerischer Lehrerinnen                                                                                          |           |
| Peter Stutzenberger            | II. Armeekorps               | Landessoldatenrat |           |
| Helene Sumper                  |                              | Bayerischer Lehrerinnenverein |           |
| Heinrich Süß                   | Pfalz                        | Landesarbeiterrat |           |
| Max Süßheim                    |                              | Sozialdemokratische Fraktion |           |
| August Tauschek                |                              | Vertreter der freien Gewerkschaften                                                                                                  |           |
| Nikolaus Thein                 | II. Armeekorps               | Landessoldatenrat |           |
| Otto Thomas                    |                              | Reichsbund der Kriegsbeschädigten |           |
| Otto Thomas                    | Standort München             | Landessoldatenrat |           |
| Johannes Timm                  |                              | Sozialdemokratische Fraktion |           |
| Ernst Toller                   | Revolutionärer Arbeiterrat   | Landesarbeiterrat |           |
| Leonhard Trautwein             | Oberbayern                   | Parlamentarischer Bauernrat |           |
| Georg Vaith                    |                              | Hirsch-Duncker’sche Gewerkvereine |           |
| Hermann Vieth                  | Fronttruppen                 | Landessoldatenrat |           |
| Johann Vogel                   |                              | Sozialdemokratische Fraktion |           |
| Georg Vogel                    | II. Armeekorps               | Landessoldatenrat |           |
| Andreas Wagner                 |                              | Die bayerischen Handwerkskammern |           |
| Joseph Wagner                  | Oberfranken                  | Parlamentarischer Bauernrat |           |
| Georg Walter                   | Pfalz                        | Landesarbeiterrat |           |
| Joseph Wasner                  |                              | Bayerischer Bauernbund |           |
| Adolf Weber                    |                              | Vertreter der freien Gewerkschaften                                                                                                  |           |
| Joseph Weigl                   |                              | Vertreter der freien Gewerkschaften                                                                                                  |           |
| Alois Weinzierl                | Niederbayern                 | Parlamentarischer Bauernrat |           |
| Paul Werthmann                 |                              | Vertreter der freien Gewerkschaften                                                                                                  |           |
| Ludwig Wetterich               | Unterfranken                 | Landesarbeiterrat |           |
| Georg Willibald                | Oberbayern                   | Parlamentarischer Bauernrat |           |
| Johann Wimmer                  | Fronttruppen                 | Landessoldatenrat |           |
| Lorenz Winkler                 | Revolutionärer Arbeiterrat   | Landesarbeiterrat |           |
| Peter Winkler                  | III. Armeekorps              | Landessoldatenrat |           |
| Albert Winter                  | Standort München             | Landessoldatenrat |           |
| Alois Wohlmuth                 |                              | Stallschweizer |           |
| Alois Wunder                   |                              | Landesverband bayerischer Stadt- und Marktgemeinden                                                                                  |           |
| Robert Wunderlich              | Oberpfalz                    | Landesarbeiterrat |           |
| Joseph Würz                    |                              | Die bayerischen Handwerkskammern |           |
| Johann Wutzlhofer              | Niederbayern                 | Parlamentarischer Bauernrat |           |
| Eugen Zeller                   | Niederbayern                 | Landesarbeiterrat |           |
| Ferdinand Zwack                | Oberbayern                   | Landesarbeiterrat |           |